# IC 3465
IC 3465 је елиптична галаксија у сазвјежђу Дјевица која се налази на листи објеката дубоког неба у Индекс каталогу.
Деклинација објекта је + 12° 3' 41" а ректасцензија 12h 32m 12,3s. Привидна величина (магнитуда) објекта IC 3465 износи 15,5 а фотографска магнитуда 16,5. IC 3465 је још познат и под ознакама VCC 1420, PGC 41548.